# Котюга, Анжелика Петровна
Анжелика Петровна Котюга (бел. Анжаліка Пятроўна Кацюга; род. 26 мая 1970 года в Минске) — белорусская конькобежка, участница зимних Олимпийских игр 1998 и 2002 года, 4-кратная призёр чемпионатов мира, 3-кратная чемпионка Беларуси. Заслуженный мастер спорта Республики Беларусь (2002). Выступала за команду ФК "Динамо" Минск.

## Биография
Анжелика Котюга родилась и выросла в Минске. Сначала с 5-летнего возраста в течение 11 лет занималась фигурным катанием в школе “Юность” на катке в парке имени Горького, а в 1986 году перешла в конькобежный спорт на стадионе “Динамо” к тренеру Александру Захарову. Выполнила норматив кандидата в мастера спорта перешла к тренеру и будущему мужу Игорю Погорелову. Сезон 1993/94 пропустила из-за беременности и думала завершить карьеру. Сезон 1993/94 пропустила из-за беременности и думала завершить карьеру.
В сезоне 1994/95 вернулась в спорт и выиграла чемпионат Беларуси в многоборье, дебютировала на Кубке мира и на чемпионате мира в спринтерском многоборье в Милуоки, где заняла 24-е место и ещё дважды становилась 24-й в 1996 и 1997 годах. Через год стала чемпионом страны, но уже в спринтерском многоборье.
В 1997 году Котюга на национальном чемпионате выиграла золото в многоборье и на дебютном чемпионате мира на отдельных дистанциях в Варшаве заняла лучшее 18-е место в забеге на 500 м. На Олимпийских играх 1998 года в Нагано заняла 16-е место на дистанции 500 метров и 25-е на дистанции 1000 метров. В марте на индивидуальном чемпионате мира в Калгари заняла 13-е место 500 м и такое же место заняла через год в Херенвене.
Следующие два сезона Котюга продолжала участвовать на международных соревнованиях, но высоких мест не занимала. В январе 2002 года стала бронзовой призёркой в спринте на чемпионате мира в Хамаре. На зимних Олимпийских играх в Солт-Лейк-Сити стала 5-й на дистанции 500 м и 12-й на 1000 м. В марте на Кубке мира в Осло впервые поднялась на 3-е место в забеге на 500 м и на 2-е на 1000 м.
В 2003 году заняла 3-е место на чемпионате мира на отдельных дистанциях в Берлине в забеге на 500 м, а через год на чемпионате мира в Сеуле стала 2-й на 500 м и 4-й на 1000 м. В сезоне 2003/04 на этапе Кубка мира в Калгари дважды стала 2-й на 500 м и 2-й и 3-й на 1000 м, а в финале Кубка мира в Херенвене впервые стала 1-й на дистанциях 500 и 1000 м.
В сезоне 2004/05 Анжелика стала 2-й в общем зачёте Кубка мира на дистанциях 500 и 1000 м, а в феврале 2005 года стала 2-й на спринтерском чемпионате мира в Солт-Лейк-Сити. В сентябре 2005 года пресс-служба ISU объявила, что в февральских пробах крови спортсменки взятых на финале Кубка мира в Херенвене обнаружены следы анаболических стероидов и Котюга была дисквалифицирована на два года, а также лишена победы на 500 м на этом этапе.
Белорусская федерация подавала протест, который позволил Котюге принять участие на первых стартах в сезоне 2005/2006, однако позднее дисквалификация была подтверждена и Котюга не смогла участвовать на Олимпиаде 2006 в Турине. После дисквалификации стала тренером белорусской сборной. В августе 2015 года всё-таки дисквалификацию сняли. В сезоне 2008/09 снова приняла участие на Кубке мира и на индивидуальном чемпионате мира в Ричмонде, заняв 21-е место на дистанции 500 м и 22-е на 1000 м. В 2010 году завершила карьеру спортсменки.

## Карьера тренера
Анжелика Котюга после завершения карьеры была главным тренером сборной по конькам, а с 2013 года работала тренером по ОФП в белорусской сборной по биатлону. С 2015 по 2018 год была наставником в хоккейной детско-юношеской команде "Динамо-Раубичи" и "Юность".

## Личная жизнь
Анжелика в 1993 году вышла замуж за Игоря Погорелова, у них родилась дочь Катя.